# Lužní les

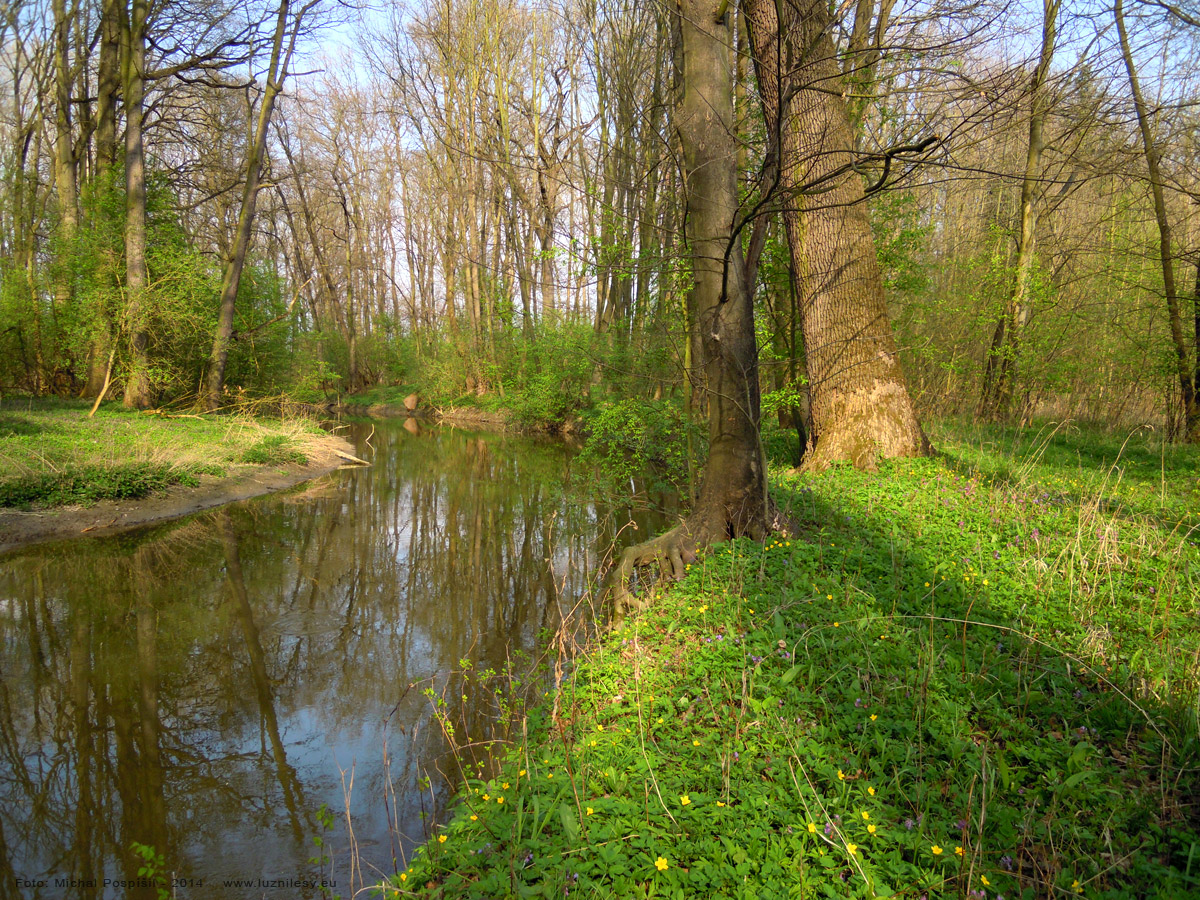
Lužní les – Chrbovský les u Chropyně

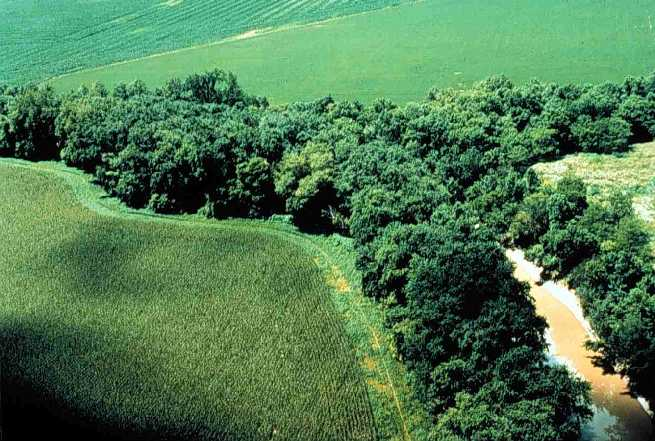
Příklad lužního lesa z Ohia v USA

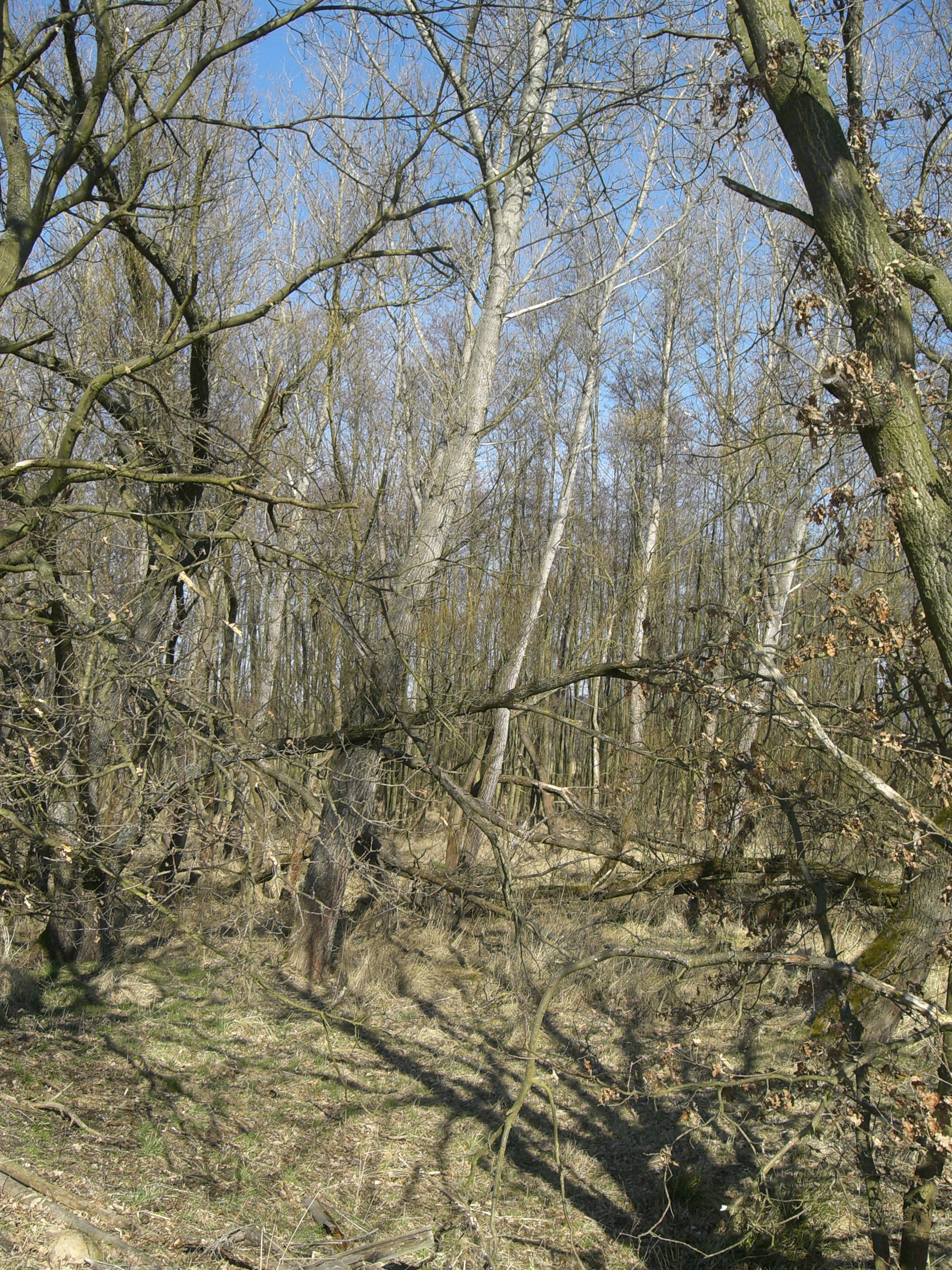
Detail lužního lesa v přírodní památce Skalský

Lužní les (luh) je podmáčený les s vysokou hladinou podzemní vody a záplavovým cyklem. Tento dříve běžný biotop mizí s rostoucí regulovaností vodních toků. V České republice lze nalézt největší lužní les na soutoku řek Moravy a Dyje,[zdroj⁠?!] další zbytky lužního lesa se nacházejí na březích Labe u soutoku s Cidlinou (národní přírodní rezervace Libický luh), Moravy, Dyje a v jejich povodí.

## Typy lužního lesa
- Vrbiny a olšiny – u vody
- měkký luh – dále od vody
- tvrdý luh – nejdále od vody, nezaplavovaný

## Podmínky pro vznik lužního lesa
Důležitá je přítomnost vodního toku nebo vysoké hladiny podzemní vody. Díky tomu je v půdě nedostatek kyslíku, a tak dochází k redukčním pochodům. Tím vznikají sloučeniny, které dávají půdě modré zbarvení a zvláštní zápach, tzv. glejové půdy.

## Druhové složení

### Flóra
Typickými stromy lužních lesů jsou topol, dub, jasan, jilm, olše, vrba a lípa. Na prosvětlenějších místech se vyskytují keře jako střemcha, zimolez, svída, kalina či bez.
Bylinné složení je ovlivněno přítmím, které ve spodních patrech lesa panuje. Mnohé rostliny se popínají, aby se dostaly výše, jako například chmel otáčivý. Různé šlahouny pak tvoří popenec obecný, ostružiník či svízel. Na jaře vzniká v lužních lesích tzv. jarní aspekt – porost světlomilných rostlin, které kvetou, ještě než vyraší listy stromů. Mezi tyto rostliny patří bledule jarní, sněženka podsněžník, orsej jarní, křivatec žlutý, ptačinec velkokvětý, plicník lékařský, violka lesní a dymnivka dutá. V létě nastupují v bylinném patru především stínomilné byliny, hlavně trávy a dále děhel lesní, pomněnka bahenní, kosatec žlutý, čarovník pařížský, podražec křovištní, vrbina penízková, pryskyřník plazivý, kostival lékařský, krtičník hlíznatý, netýkavka nedůtklivá a kopřiva dvoudomá.
Mechové patro nebývá kompaktní, zabírá maximálně 10 % území.[zdroj?]

### Fauna
Kvůli vysoké půdní vlhkosti je v lužních lesích relativně málo půdní fauny, jako jsou žížaly a sekáči.[zdroj?] V blízkosti vody naopak bývá hodně obojživelníků. Mezi typické ptáky patří pěnice, budníček, pěnkava, sedmihlásek, červenka, špaček, cvrčilka, rákosník, čáp, volavka, kvakoš, včelojed, káně, luňák, jestřáb, raroh či orel mořský.

## Lužní lesy v Česku
V ČR se nachází 4 zachovalé a funkční ekosystémy charakterizující lužní lesy.[zdroj?]
- Libický luh na Kolínsku
- Litovelské Pomoraví (povodí řeky Moravy mezi Olomoucí a Litovlí)
- EVL Morava – Chropyňský luh (od soutoku řeky Moravy a Bečvy, podél Malé Bečvy, až po Kroměříž)
- Dyjský trojúhelník na Dyji a Moravě
- Kančí obora